# Estero, Florida
Estero är en ort (CDP) i Lee County, i delstaten Florida, USA. Enligt United States Census Bureau har orten en folkmängd på 22 612 invånare (2010) och en landarea på 51,9 km².